# Duc de Tarente
Pour les articles homonymes, voir Tarente (homonymie).
Le titre de duc de Tarente et de l'Empire a été créé le 15 août 1809 par Napoléon Ier au profit d'Étienne Mac Donald (1765-1840), maréchal d'Empire (1811).

## Histoire
Le titre de duc de Tarente et de l'Empire renvoie à Tarente, une ville italienne, chef-lieu de la province du même nom dans les Pouilles.
Le duché de Tarente avait été érigé par un décret du 15 août 1809. Le maréchal Mac Donald reçut ses lettres patentes le 9 décembre 1809 (signées à Paris).
En 1814, rallié à Louis XVIII, Mac Donald fut nommé « pair de France » (4 juin 1814). 
Après l'abdication de Fontainebleau, il accepte la pairie le 4 juin 1814. Dans la nuit du 19 au 20 mars 1815, il part de Paris avec Louis XVIII, et, après l'avoir accompagné jusqu'à Menin, il revient, refuse tout poste de Napoléon, et prend du service dans la garde nationale comme simple grenadier. Après Waterloo, il est fait Grand chancelier de la Légion d'honneur. 
Le maréchal continua à siéger à la chambre haute (majorat de duc et pair héréditaire le 31 août 1817, lettres patentes du 18 février 1818).

## Liste chronologique des ducs de Tarente
1. 1809-1840 : Étienne Mac Donald (1765-1840), 1er duc de Tarente, maréchal d'Empire ;
2. 1840-1881 : Alexandre Mac Donald (1824-1881), fils du précédent, 2e duc de Tarente, homme politique français du XIXe siècle ;
3. 1881-1912 : Fergus Mac Donald (1854-1912), fils du précédent, 3e duc de Tarente.